# Йозеф Август Австрийски
Йозеф Август Виктор Клеменс Мария Австрийски (на немски: Joseph August Viktor Clemens Maria Erzherzog von Österreich; * 9 август 1872, Алксут, Унгария; † 6 юли 1962, Райн близо до Щраубинг) е ерцхерцог на Австрия от унгарския клон на династията Хабсбург-Лотаринги и последният австрийски палатин на Унгария (1905 – 1918), регент на Унгария (1918 и 1919), последният австрийски фелдмаршал на Австрийската войска през Първата световна война.

## Биография

### Произход
Потомък е на ерцхерцог Йозеф Антон Йохан Австрийски (1776 – 1847), регент на Унгария, палатин на Унгария (1796 – 1847), син на император Леополд II (1747 – 1792).
Той е най-големият син на ерцхерцог Йозеф Карл Лудвиг Австрийски (1833 – 1905), палатин на Унгария, и съпругата му принцеса Клотилда от Саксония-Кобург и Гота (1846 – 1927). Майка му Клотилда е внучка на френския крал Луи-Филип и по-голяма сестра на Фердинанд I от 1887 г. цар на България.

### Военна кариера
След бенедиктинската гимназия Йозеф Август Австрийски влиза в пехотата и става на 26 април 1890 г. лейтенант, на 24 март 1891 г. получава Орден на Златното руно. През 1902 г., с разрешението на кайзер Франц Йозеф, той влиза в унгарската войска и на 1 май 1902 г. е повишен на майор. Между другото той следва право в университета в Будапеща.
Йозеф Август Австрийски става генерал-майор на 1 ноември 1908 г., става комадир, а на 1 март 1911 г. е повишен на фелдмаршал-лейтенант. При началото на войната през август 1914 г. той е на фронта на Дунав против Кралство Сърбия. В края на август той е преместен в Галиция и участва в битката при Лемберг. На 25 октомври 1914 г. той получава Ордена на Железния кръст 1. класа и на 1 ноември 1914 г. е повишен на генерал на кавалерията.
През 1916 г. Йозеф Август поема от новия кайзер Карл военна част в Източните Карпати и остава като генерал-полковник цялата 1917 г. на фронта в Молдавия до 15 януари 1918 г., когато се сключва примирие с Румъния. Той получава „ордените на Мария-Терезия“ и поема през януари 1918 г. главното командване на императорската 6. армия до юни 1918 г. На 24 октомври същата година кайзер Карл го прави фелдмаршал и след два дена на 26 октомври на свой заместник в Унгария.
Йозеф Август Австрийски има ранг фелдмаршал на Австрийската войска. Той е почетен доктор по медицина на университета Колоцсвар, Унгария, и почетен доктор по техническите науки на университета в Будапеща. Той е президент на Унгарската академия на науките.

### Смърт
Умира на 6 юли 1962 г. на 89 години в Райн близо до Щраубинг. През 1992 г. Йозеф Август и съпругата му ерцхерцогиня Августа Мария Луиза Баварска са отново погребани в „Палатин-гробницата“ в Будапеща.

## Фамилия
Йозеф Август Австрийски се жени на 15 ноември 1893 г. в Мюнхен за принцеса Августа Мария Луиза Баварска (* 28 април 1875, Мюнхен; † 25 юни 1964, Регенсбург), втората дъщеря на фелдмаршал принц Леополд Баварски (1846 – 1930) и ерцхерцогиня Гизела Австрийска (1856 – 1932), втората дъщеря на император Франц Йосиф от Австрия и Елизабет Баварска.
Те живеят в резиденцията си Алксут (на 40 км западно от Будапеща) в Унгария. През 1944 г. след края на Втората световна война фамилията напуска Унгария и живее първо в САЩ, след това в Регенсбург при сестра му княгиня Маргарета Клементина Австрийска (1870 – 1955), съпруга на княз Алберт фон Турн и Таксис (1867 – 1952).
Йозеф Август Австрийски и Августа Баварска имат шест деца:
- Йозеф Франц Леополд Антон Игнациус Мария (* 28 март 1895, Брюн; † 25 септември 1957, Карцавелос, Португалия), женен на 4 октомври 1924 г. в дворец Сибиленорт за принцеса Анна Моника Пиа Саксонска (* 4 май 1903; † 8 февруари 1976), дъщеря на саксонския крал Фридрих Аугуст III
- Гизела Августина Анна Мария (* 5 юли 1897, Кистаполцсáни; † 30 март 1901, Волоска)
- София Клементина Елизабет Клотилда Мария (* 11 март 1899, Волоска; † 19 април 1978, Инсбрук), следва в Будапеща, от 1944 г. живее неомъжена в Бавария и Тирол
- Ласцло Луитполд Йозеф Антон Игнац Мария (* 3 януари 1901, Волоска; † 29 август 1946, в нервна болница в Будапеща)
- Матйас Йозеф Албрехт Антон Игнац Мария (* 26 юни 1904, Будапеща; † 7 октомври 1905, Кистаполоцсáни)
- Магдалена Мария Раниера (* 6 септември 1909, Кистаполоцсáни; † 11 май 2000, Мюнхен), неомъжена, бяга с родителите си през 1944 г. от Унгария и живее в Бавария

- Ерцхерцог Йозеф Август Австрийски и Августа Баварска
- Августа Мария Луиза Баварска (Будапеща, 1910)